# Bandera de Seattle
La bandera municipal de Seattle es de color turquesa y blanca, y presenta el logotipo de la ciudad de Seattle (un retrato del Jefe Seattle rodeado por dos líneas), con las palabras «City of Goodwill» («Ciudad de Buena Voluntad») arriba y «Seattle» debajo.
La bandera fue diseñada por el arquitecto David Wright y respaldada por el concejal de la ciudad de Seattle, Paul Kraabel. Fue adoptada el 16 de julio de 1990 para su uso durante los Goodwill Games.
La bandera ha sido criticada por romper las reglas convencionales de un buen diseño de bandera, particularmente por su complejo diseño que incorpora el sello de la ciudad.
En 2019, The Seattle Times y The Stranger solicitaron propuestas para rediseñar la bandera, y este último realizó una encuesta pública.

## Simbolismo
La resolución 28207 del Consejo establece que el color de la bandera de Seattle «será blanco y azul verdoso/verde (el color de Puget Sound al anochecer)».

## Polémica por el uso del Jefe Seattle como logo
El 6 de agosto de 2021, la tribu Sauk-Suiattle pidió al alcalde y al Concejo Municipal que estuvieran a la altura del legado del Jefe Seattle y ayudaran a restaurar el suministro de salmón de la región permitiendo el paso de peces a través de 3 represas administradas por Seattle City Light o cesar su uso. En su carta abierta afirman:
«Sealth, o Jefe Seattle, fue una persona conocida por su integridad. Creía que no había separación entre las personas y la naturaleza. En la cultura tribal, la concesión de un nombre conlleva el deber de estar a la altura de ese nombre. Ciudad de Seattle, esté a la altura de los valores de su homónimo o deje de llevar su imagen como el Gran Sello de la ciudad de Seattle».
Hasta el 28 de septiembre de 2021, la tribu Sauk-Suiattle no había recibido respuesta del alcalde ni de ninguno de los miembros del Concejo Municipal. La tribu dice que la falta de respuesta es especialmente insultante dado el apoyo de la ciudad a otras tribus fuera del estado, incluidos los sioux de Standing Rock. En 2016, el alcalde firmó una declaración de apoyo a la controversia sobre el oleoducto Dakota Access. Jack Fiander, el asesor legal de la tribu Sauk-Suiattle, continúa afirmando:
«Cuando es fácil, cuando no es en tu patio trasero, Seattle, apoyarás a la gente de Standing Rock, pedirás la eliminación de las represas del río Snake; pero tienes tres represas en nuestro territorio que no tienen paso para peces, mientras que estos peces se están extinguiendo».

## Propuesta alternativa
En mayo de 2022, la Oficina de Arte y Cultura de Seattle otorgó una subvención a una organización sin fines de lucro llamada Seattle City Flag para comenzar a poner a prueba su bandera urbana contemporánea para Seattle en cafeterías de toda la ciudad. El diseño contemporáneo alinea la bandera de Seattle con el símbolo original utilizado durante los Juegos de Buena Voluntad, un diseño en el que se inspira la bandera adoptada oficialmente.

### Simbolismo
Manteniendo los colores, el verde azulado del diseño contemporáneo representa los colores de Puget Sound al anochecer, y el blanco representa las montañas que rodean la ciudad. Cada ola está designada para representar un evento histórico/cultural inclusivo y diverso del pasado de Seattle.
La interconexión de cada ola representa «el bienestar futuro, si no la supervivencia de todos los ciudadanos, depende de nuestro reconocimiento de vínculos comunes y responsabilidades compartidas», también de la resolución original.

### Historia
El símbolo de la bandera es el diseño original utilizado para representar los Goodwill Games de Seattle. Los Juegos comenzaron el 20 de julio de 1990 y, una vez finalizados, el Comité Organizador de los Juegos de Buena Voluntad de Seattle dejó de utilizar el diseño. El 7 de octubre de 1996 caducó el registro de marca del diseño.
El diseño se utilizó durante toda la competencia para hacer referencia al evento con múltiples usos, desde gorras, broches, banderas, camisetas e incluso en el medio del campo en el Estadio Husky de la Universidad de Washington donde se llevaron a cabo los eventos.